# Troglohyphantes regalini
Troglohyphantes regalini là một loài nhện trong họ Linyphiidae.
Loài này thuộc chi Troglohyphantes. Troglohyphantes regalini được miêu tả năm 1989 bởi Pesarini.